# Lars P. Jensen
Pour les articles homonymes, voir Jensen.
Alf Børge Lars Peter Jensen, né le 23 avril 1909 à Gammel Holte (Danemark) et mort le 9 octobre 1986, est un homme politique danois, membre des Sociaux-démocrates, ancien ministre et ancien député au Parlement (le Folketing).